# Roberto Chiacig
Roberto Chiacig (Cividale del Friuli, 1. prosinca 1974.) talijanski je profesionalni košarkaš. Igra na poziciji centra, a trenutačno je član talijanske Virtus Bologne.

## Karijera
Karijeru je započeo u omladinskom pogonu Benetton Trevisa, a sezonu 1994./95. proveo je na posudbi u talijanskom drugoligašu Petrarca Padovi. S obzirom na dobre igre u drugoj talijanskoj ligi, natrag je vraćen u redove Benettona. Međutim, u Trevisu se zadržao samo godinu dana. U sezoni 1996./07. igrao je u grčkom prvoligašu AEK Ateni. Sljdeće sezone natrag se je vratio u Italiju, ali ovaj put u redove Fortituda Bologne. U siječnju 1999. godine poslan je na posudbu u Pallacanestro Reggianu. Sezonu 1999./00. proveo je u redovima Montecatini Basketa. 2000. odlazi u Montepaschi Sienu, s kojom kasnije u sezoni 2001./02. osvaja kup Raymonda Saporte, a u sezoni 2003./04. naslov talijanskog prvaka i talijanski superkup 2004.
2006. postaje članom španjolske Pamese Valencije, a u veljači 2007. odlazi na posudbu u talijansku Lottomaticu Rim. Od sezone 2007./08. član je talijanske Virtus Bologne.

## Talijanska reprezentacija
Bio je član talijanske reprezentacije koja je na Olimpijskim igrama u Ateni 2004. osvojila zlatnu medalju, a na Europskim prvenstvima u Francuskoj 1999. i Švedskoj 2003. zlatnu, odnosno srebrnu medalju. 

## Ordeni
- Ufficiale Ordine al Merito della Repubblica Italiana: 2004.[1]

## Vanjske poveznice
- Profil na Euroleague.net
- Profil  Arhivirana inačica izvorne stranice od 1. veljače 2009. (Wayback Machine) na Lega Basket Serie A